# Microcachrys
Microcachrys is een geslacht van coniferen uit de familie Podocarpaceae. Het geslacht telt slechts een soort die endemisch is in het westen van Tasmanië. 

## Soorten
- Microcachrys tetragona (Hooker) Hook.f.

Acmopyle · 
Afrocarpus · 
Dacrycarpus · 
Dacrydium · 
Falcatifolium · 
Halocarpus · 
Lagarostrobos · 
Lepidothamnus · 
Manoao · 
Microcachrys · 
Microstrobos · 
Nageia · 
Parasitaxus · 
Podocarpus · 
Prumnopitys · 
Retrophyllum · 
Saxegothaea · 
Sundacarpus